# Плоскиня (Рогачёвский район, посёлок)
Плоскиня (бел. Пласкіня) — посёлок в Поболовском сельсовете Рогачёвского района Гомельской области Беларуси.

## География

### Расположение
В 26 км на юго-запад от районного центра и железнодорожной станции Рогачёв (на линии Могилёв — Жлобин), 147 км от Гомеля.

## Транспортная сеть
Транспортные связи по просёлочной, затем автомобильной дороге Бобруйск — Гомель. Застройка деревянная, усадебного типа.

## История
По письменным источникам известный с начала XIX векакак селение в Рогачёвском уезде Могилёвской губернии. По ревизским материалам 1859 года владение помещика Малиновского. В 1932 году жители вступили в колхоз. Согласно переписи 1959 года в составе колхоза «Красная Армия» (центр — деревня Остров).

## Население

### Численность
- 2004 год — 6 хозяйств, 14 жителей.

### Динамика
- 1959 год — 34 жителя (согласно переписи).
- 2004 год — 6 хозяйств, 14 жителей.